# Pacific Tri-Nations 1987
Das Pacific Tri-Nations 1987 war die sechste Ausgabe des Rugby-Union-Turniers Pacific Tri-Nations. Dabei spielten die Nationalmannschaften von Fidschi, Westsamoa und Tonga um den Titel des Ozeanien-Meisters. Nach drei Spielen, in denen die drei Teilnehmer jeweils einmal gegen die beiden anderen Teams antraten, sicherte sich Fidschi zum vierten Mal den Titel.

## Tabelle
|    | Land      | Spiele | Siege | Unent. | Ndlg. | Spiel- punkte | Diff. | Tabellen- punkte |
| -- | --------- | ------ | ----- | ------ | ----- | ------------- | ----- | ---------------- |
| 1. | Fidschi   | 2      | 2     | 0      | 0     | 69:23         | + 46  | 4                |
| 2. | Westsamoa | 2      | 1     | 0      | 1     | 21:41         | − 20  | 2                |
| 3. | Tonga     | 2      | 0     | 0      | 2     | 13:39         | − 26  | 0                |

## Ergebnisse
| 22. August 1987 | Fidschi | 37 : 14 | Westsamoa                                                      | National Stadium, Suva Zuschauer: 10.000 Schiedsrichter: Mark Thompson (Neuseeland) |
| 22. August 1987 | Versuche: Gale Mitchell Ravouvou (2) Tawake Erhöhungen: Koroduadua (4) Straftritte: Koroduadua (2) Dropgoals: Koroduadua | Bericht | Versuche: Ah Kuoi Koko ein weiterer Spieler Erhöhungen: Salesa | National Stadium, Suva Zuschauer: 10.000 Schiedsrichter: Mark Thompson (Neuseeland) |

| 26. August 1987 | Westsamoa | 7 : 4 | Tonga | National Stadium, Suva |
| 26. August 1987 | Bericht   |       |       | National Stadium, Suva |

| 29. August 1987 | Fidschi                                                                                     | 32 : 9         | Tonga                                                   | National Stadium, Suva Schiedsrichter: Mark Thompson (Neuseeland) |
| 29. August 1987 | Versuche: Gale Erhöhungen: Koroduadua (2) Straftritte: Koroduadua (3) Dropgoals: Koroduadua | (15:9) Bericht | Versuche: Latu Erhöhungen: Uhatafe Straftritte: Uhatafe | National Stadium, Suva Schiedsrichter: Mark Thompson (Neuseeland) |